# Monte Azul
Monte Azul là một đô thị thuộc bang Minas Gerais, Brasil. Đô thị này có diện tích 991,568 km², dân số năm 2007 là 22437 người, mật độ 23 người/km².